# Bušnje
Bušnje este un sat din comuna Pljevlja, Muntenegru. Conform datelor de la recensământul din 2003, localitatea are 162 de locuitori (la recensământul din 1991 erau 185 de locuitori).

## Demografie
În satul Bušnje locuiesc 128 de persoane adulte, iar vârsta medie a populației este de 42,5 de ani (39,4 la bărbați și 46,1 la femei). În localitate sunt 47 de gospodării, iar numărul mediu de membri în gospodărie este de 3,45.
Această localitate este populată majoritar de sârbi (conform recensământului din 2003).
|  |

| Demografie | Demografie | Demografie |
| An         | Locuitori  | Locuitori  |
| ---------- | ---------- | ---------- |
|            |            |            |
|            |            |            |
|            |            |            |
|            |            |            |
| 1948       | 156        |            |
| 1953       | 312        |            |
| 1961       | 319        |            |
| 1971       | 261        |            |
| 1981       | 218        |            |
| 1991       | 185        | 185        |
| 2003       | 163        | 162        |

| \| Componența etnică conform recensământului din 2003[2] \| Componența etnică conform recensământului din 2003[2] \| Componența etnică conform recensământului din 2003[2] \| Componența etnică conform recensământului din 2003[2] \| Componența etnică conform recensământului din 2003[2] \| \| ----------------------------------------------------- \| ----------------------------------------------------- \| ----------------------------------------------------- \| ----------------------------------------------------- \| ----------------------------------------------------- \| \| \| \| \| \| \| \| Sârbi \| Sârbi \| \| 133 \| 82,09% \| \| Muntenegreni \| Muntenegreni \| \| 29 \| 17,9% \| \| necunoscută \| necunoscută \| \| 0 \| 0% \| |              |  |     |        |
| Componența etnică conform recensământului din 2003 |              |  |     |        |
| |              |  |     |        |
| Sârbi | Sârbi        |  | 133 | 82,09% |
| Muntenegreni | Muntenegreni |  | 29  | 17,9%  |
| necunoscută | necunoscută  |  | 0   | 0%     |